# St. Barbara (Lichtentanne)

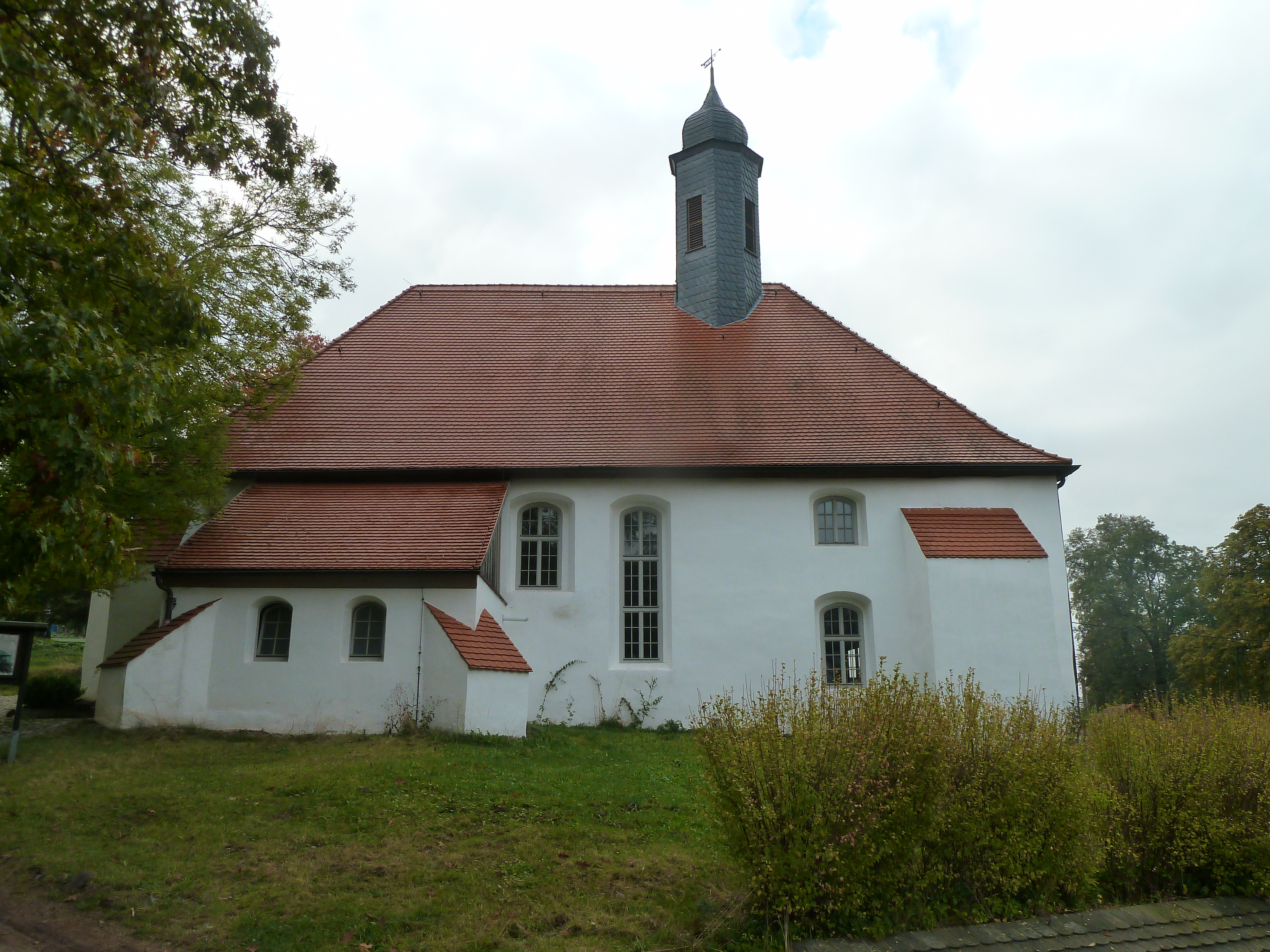
St. Barbara, Herbst 2011

Die Kirche St. Barbara in Lichtentanne im Landkreis Zwickau in Sachsen wurde um 1150 erbaut und 1628 in ihrer heutigen Gestalt umgebaut. Sie hat eine Nordostausrichtung. Die Kirche war bis zum Beginn des 20. Jahrhunderts die einzige Kirche des Ortes und wurde 1908 durch die größere Christuskirche ersetzt. Danach verschiedentlich noch für Veranstaltungen der Kirchgemeinde genutzt, verfiel die Kirche ab den späten 1960er Jahren, bevor sie ab 1996 gesichert und saniert wurde und seit 2001 als Veranstaltungsraum dient.

## Geschichte

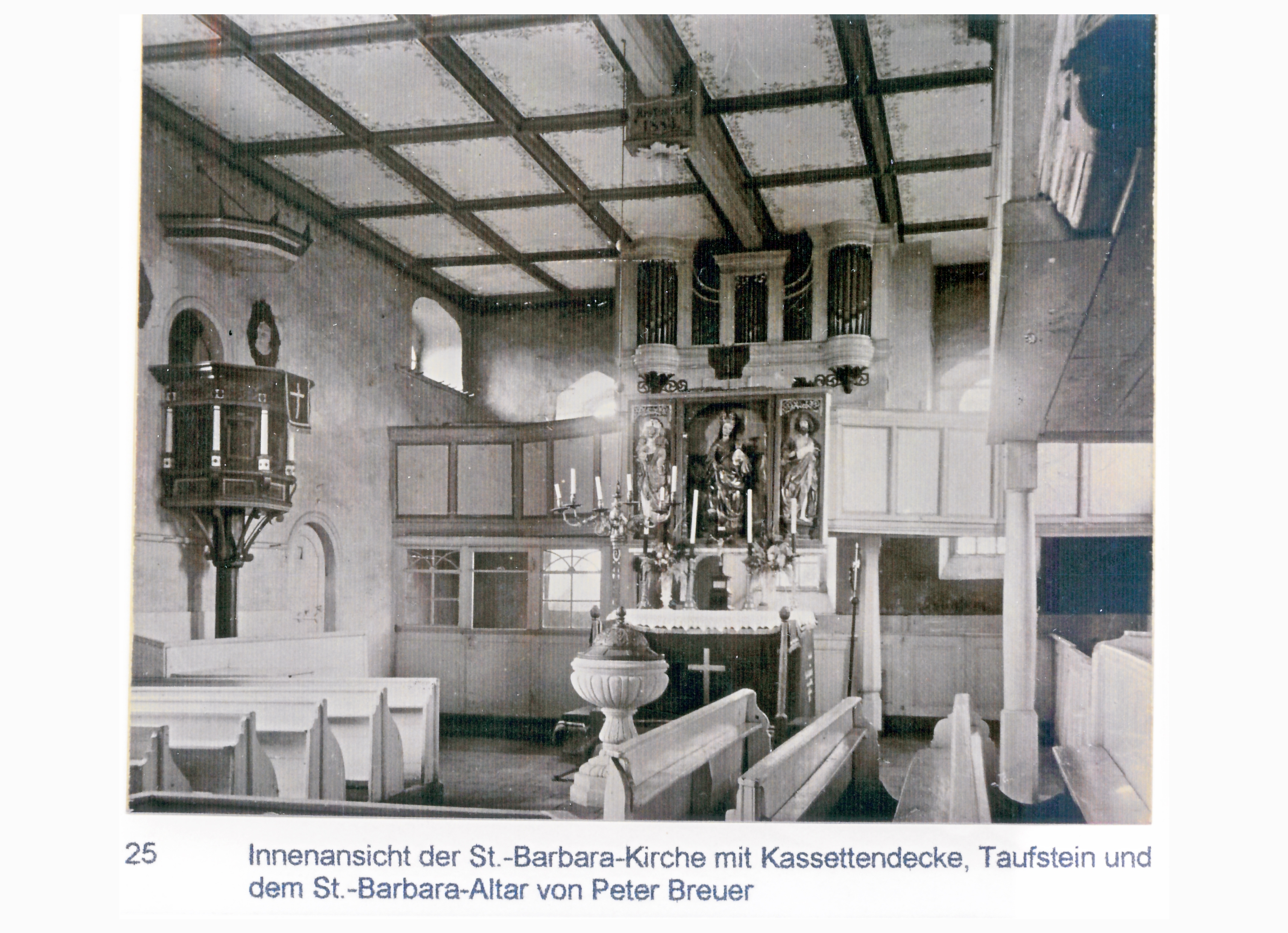
St. Barbara in Lichtentanne, Zustand um 1910

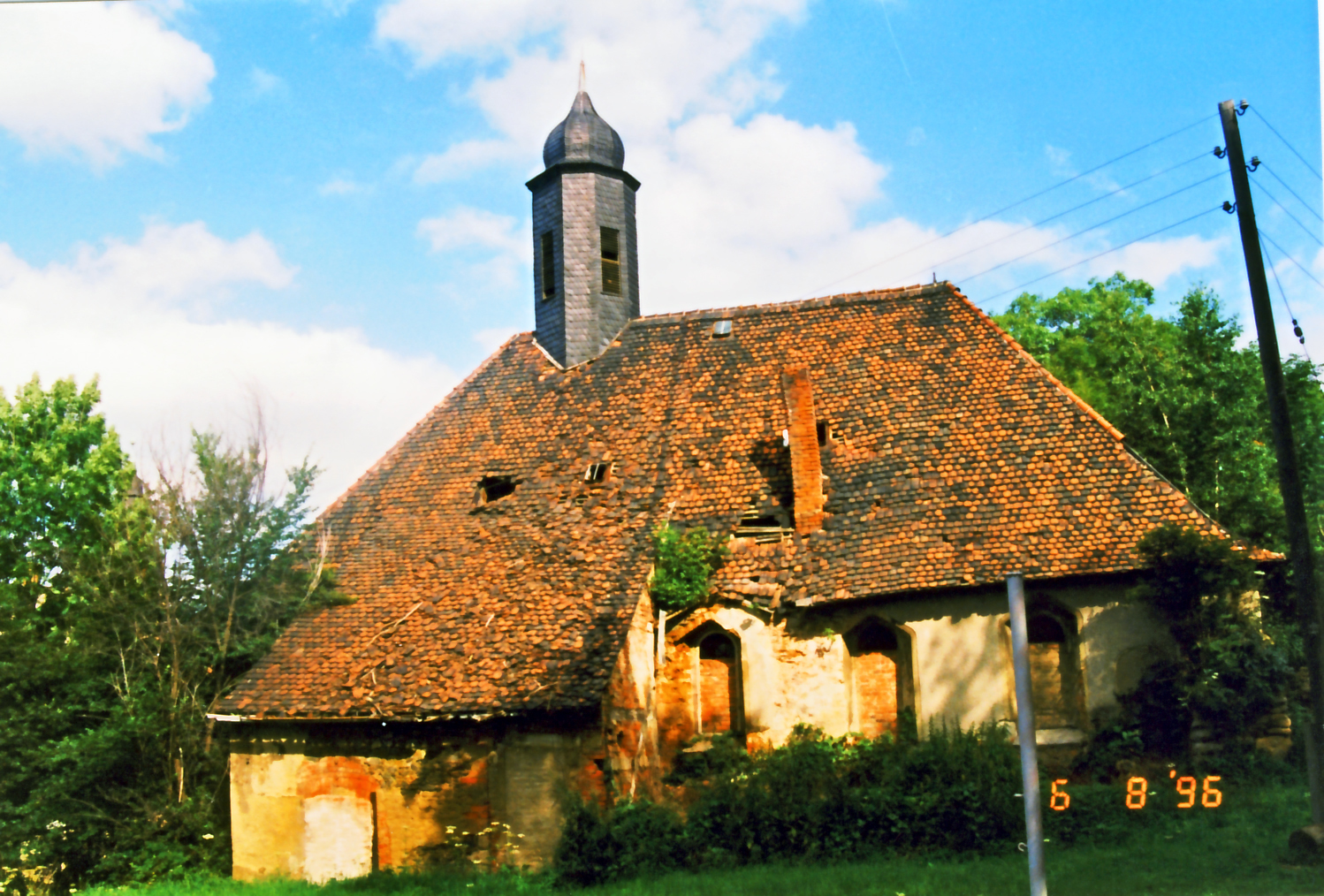
St. Barbara in Lichtentanne, verfallener Zustand 1996

1609 bekam die Kirche einen Wandelaltar von Peter Breuer. 1628 war die Kirche so baufällig, dass sie abgetragen und neu aufgebaut wurde. Der Altar blieb erhalten. 1629 wurde der Taufstein aufgestellt. 1650 erfolgte eine Instandsetzung des Daches. 1690 erfolgte die Aufsetzung des Turms, und 1756 wurden zwei Glocken installiert. 1831 entstand unterhalb der Kirche eine Schule (Kantorat). Um die Jahrhundertwende zum 20. Jahrhundert wurde die Kirche St. Barbara zu klein für den Ort. Die Einwohnerzahl stieg durch die Ansiedlung der Maxhütte an der Reichenbacher Straße und die Errichtung der Kammgarnspinnerei durch Carl Otto Schmelzer auf etwa 4500 an.
1907 war Grundsteinlegung für die 1908 geweihte Christuskirche. Der Peter-Breuer-Altar der Kirche St. Barbara wurde gesichert und steht heute in der Friedhofskapelle Lichtentanne. Der 1910 durch die Kirchgemeinde gestellte Abbruchantrag wurde durch die Landesregierung abgelehnt.
1942 erfolgte eine Beschlagnahmung und Nutzung als Lager, 1945 Plünderung der Barbarakirche, u. a. verschwanden der Taufstein und wertvolle Holzfiguren.
Bis Ende der 1960er Jahre fanden in der alten Kirche Veranstaltungen der Kirchgemeinde statt, danach verfiel das Gebäude. 1991 kam es zu einer Brandstiftung. Die Decke wurde stark beschädigt. 1994 wurde der Bauzustand als desolat beschrieben, durch das undichte Dach eindringendes Wasser hatte damals bereits alle hölzernen Bauteile geschädigt. 1996 konnten durch eine Spende Arbeiten zur Notsicherung und später zur Sanierung der Kirche beginnen. Seit 2001 wird die Kirche St. Barbara als Veranstaltungsraum genutzt. 2012 erfolgten eine umfangreiche Ertüchtigung der elektrischen Anlage und der Einbau einer Küche.

## Beschreibung
Bei der Barbarakirche handelt es sich um einen schlichten Saalbau ohne Chor im Stil des ländlichen Frühbarocks. Die schlichte Putzfassade wird von Strebepfeilern gegliedert. Das Walmdach wird von einem verschieferten sechseckigen Dachreiter mit Zwiebelhelm bekrönt. Die seitliche Vorhalle ist teilweise in Fachwerkbauweise ausgeführt.